# Vedåsa
Vedåsa är ett naturreservat i Ljungby kommun i Kronobergs län.
Reservatet omfattar 170 hektar landyta, 198 hektar vatten och våtmarker. Det är skyddat sedan 2007 och består mest av vattenmiljöer, ädellövskog, lövsumpskog och betad skog. Vedåsa ligger strax söder om Agunnaryds kyrka och omfattar Helge å samt södra delen av Agunnarydssjön och norra delen av Möckeln. Den hotade fiskarten mal har lek- och uppväxtplatser inom naturreservatet.

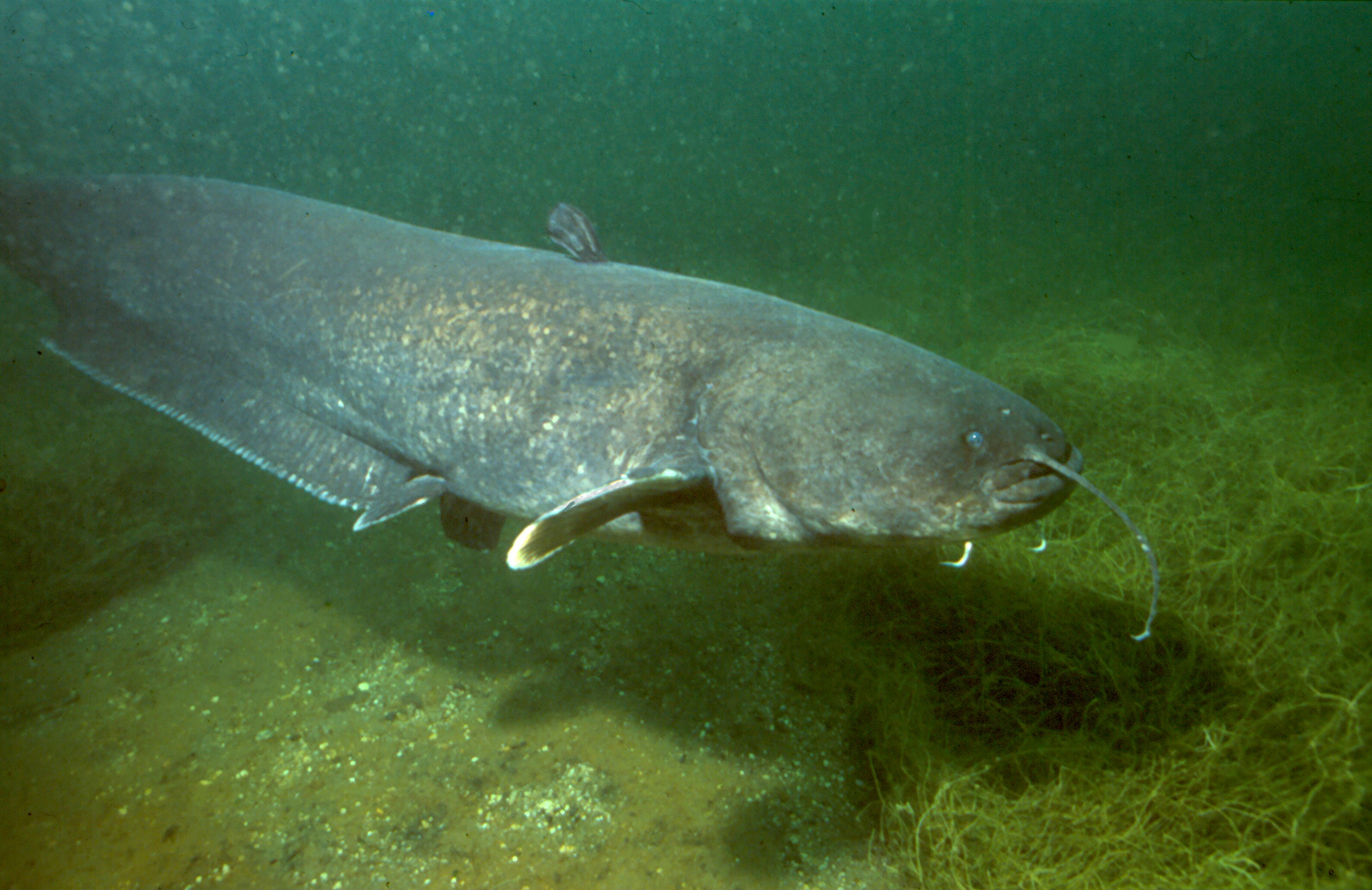
Mal (Silurus glanis)

Fågellivet är i viss mån beroende av våtmarkerna i området. I våtmarken häckar brun kärrhök, rördrom, vattenrall, trana, grågås, kanadagås, sångsvan, sothöna, kricka och grönbena. På fastmarken häckar stenknäck, mindre hackspett, gröngöling, kattuggla, lärkfalk och bivråk. Där finns även tillfälliga besök av trastsångare, mindre flugsnappare, svarttärna, rörhöna, småfläckig sumphöna, skedand och havsörn.
Området har nyttjats i äldre tider vilket stenmurar och odlingsrösen påminner om.